# Кокшарова (Камышловский район)
Кокшарова — деревня в Камышловском районе Свердловской области России, входит в состав «Обуховского сельского поселения».

## Географическое положение
Деревня Кокшарова муниципального образования «Камышловский муниципальный район» расположена в 7 километрах (по автотрассе в 10 километрах) к западу от города Камышлов, на обоих берегах реки Мостовка (левый приток реки Пышма). В деревни находится пруд, а в окрестностях деревни, в 1,5 километре расположен железнодорожный разъезд Кокшаровский Свердловской железной дороги.

## История деревни
В настоящий момент деревня входит в состав муниципального образования «Обуховское сельское поселение».

## Население
| 2002 | 2010 | 2021 |
| ---- | ---- | ---- |
| 270  | ↘251 | ↘248 |